# Burgou
Pour les articles homonymes, voir Gourinchas et Burgou (homonymie).
Jean Gourinchas  dit Burgou ou Burgout est un voleur et chef de bande né le 10 avril 1811 à la Nadalie, commune de Marval, dans les monts de Châlus en Limousin, et, mort le 10 décembre 1895 à Vicq-sur-Breuilh. 
À l'instar du dauphinois Mandrin, ou de la bretonne Marion du Faouët, la chronique populaire en fait un « bon » bandit, enfant du peuple volant, légitimement, les riches pour donner aux pauvres.

## Hommages
- Burgou étant l'un des personnages identitaires du Haut Limousin, de multiples hommages lui sont rendus aux pays de Châlus, dont la création, par les pâtissiers des monts de Châlus, d’un gâteau aux châtaignes, dénommé Le Burgou[4].

- Le village de La Nadalie organise, en juillet, la "Fête de Burgou"[5].
- L'auteur-compositeur-interprète Alain Marchesseau a dédié à Burgou une chanson à son nom[6].